# Charlie Biton
Charlie Biton (ur. 11 kwietnia 1947 w Casablance, zm. 24 lutego 2024) – izraelski polityk, jeden z założycieli ugrupowania Czarne Pantery działającego w Izraelu. W latach 1977–1992 był posłem do Knesetu.

## Życiorys
Urodził się w Casablance, w Maroku. Gdy miał dwa lata jego rodzina wyemigrowała do Izraela. Dorastał w Jerozolimie, w dzielnicy Morasza, która zamieszkiwali głównie imigranci z Afryki Północnej.
W 1971 roku został jednym z ośmiu założycieli ruchu Czarnych Panter. Wśród współzałożycieli byli m.in. Reuven Abergil, Eli Avichzer, czy Saadia Marciano. Ruch ten nazwę zapożyczył od amerykańskiego ruchu Czarnych Panter, walczącego o prawa czarnoskórych Amerykanów.
Izraelskie Czarne Pantery chciały walczyć z dyskryminacją żydów mizrachijskich i sefardyjskich, czy szerzej rozumianym imigrantami z Afryki Północnej. Sprzeciwiali się podziałom społecznym, dyskryminacji ekonomicznej i wykluczeniu z życia publicznego. Ruch ten organizował demonstracje, także nielegalne. Często towarzyszyły im zamieszki, użycie przemocy i starcia z policją.

### Kariera polityczna
W 1977 roku Charlie Biton został członkiem Knesetu z ramienia partii Hadasz, głoszącej hasła komunistyczne. Ponownie uzyskał miejsce parlamentarne w trzech kolejnych wyborach w 1981, 1984 i 1988 r. W grudniu 1990 wystąpił z listy Hadash i utworzył własną, jednoosobową grupę parlamentarną, którą nazwał 'Czarne Pantery'. W wyborach 1992 r. gdy startował jako lider listy Hatikwa, nie udało mu się przekroczyć progu wyborczego. Startował jeszcze w wyborach w 1999 r. jednak także bez powodzenia.